# Margaret Dockrell
Margaret Dockrell, född 1849, död 1926, var en irländsk politiker. 
Hon var borgmästare i Monkstown 1906.
Hon var den första kvinnan på posten i sitt land. 